# Hugh Walmsley
Sir Hugh Sidney (Sydney) Porter Walmsley KCB KCIE CBE MC DFC (* 6. Juni 1898; † 2. September 1985) war ein britischer Luftwaffenoffizier der Royal Air Force, der im Range eines Air Marshal zwischen 1948 und 1950 stellvertretender Chef des Luftwaffenstabes (Deputy Chiefs of the Air Staff) sowie zuletzt von 1950 bis 1952 Kommandierender General (Air Officer Commanding in Chief) des Flugausbildungskommandos (RAF Flying Training Command) war. Für seine Verdienste während des Zweiten Weltkrieges wurde er unter anderem fünf Mal im Kriegsbericht erwähnt (Mentioned in dispatches).

## Leben

### Militärische Ausbildung, Erster Weltkrieg und Zwischenkriegszeit
Walmsley trat nach dem Besuch des Old College in Windermere sowie des Dover College zu Beginn des Ersten Weltkrieges 1915 in die British Army ein und diente zunächst im 4. Bataillon des Loyal North Lancashire Regiment, in dem er am 15. Januar 1916 zum Second Lieutenant befördert wurde. 1916 wurde er zum damaligen Heeresfliegerkorps RFC (Royal Flying Corps) abgeordnet und fand ab dem 10. Juni 1917 Verwendung als Pilot in der No. 55 Squadron RFC. Als Pilot eines Doppeldecker-Bomber vom Typ Airco D.H.4 nahm er an Luftkämpfen an der Westfront teil und wurde nach seiner Beförderung zum Lieutenant am 1. September 1917 Fliegerischer Kommandeur dieser Staffel. Im Oktober 1917 wurde er mit der No. 55 Squadron RFC auf den Militärflugplatz Nancy-Ochey verlegt, wo seine Staffel dem No. 41 Wing RFC unter dem Kommando von Lieutenant-Colonel Cyril Newall unterstellt wurde. In der Folgezeit nahm seine Einheit an Angriffen auf strategisch wichtige Ziele in Mannheim, Mainz, Koblenz und Frankfurt am Main teil.
Nach der Gründung der Royal Air Force am 1. April 1918 wurde Walmsley als Pilot Officer in diese übernommen und am 16. September 1918 aufgrund seiner militärischen Verdienste mit dem Military Cross (MC) geehrt. Er erhielt dort am 28. Oktober 1919 mit rückwirkender Wirkung zum 1. August 1919 seine Einstellung als Berufssoldat (Permanent Commission) im Dienstgrad eines Flying Officer. Am 2. Februar 1920 wurde er Ausbilder an der Technischen Ausbildungsschule 1 (No. 1 School of Technical Training RAF) und danach am 11. Februar 1921 Pilot der im Irak stationierten No. 55 Squadron RAF, wo er am 30. Juni 1922 seine Beförderung zum Flight Lieutenant erhielt. Am 10. Oktober 1922 erfolgte seine Auszeichnung mit dem Distinguished Flying Cross (DFC). Anschließend war er zwischen dem 14. Januar und dem 13. April 1923 überplanmäßig im Luftwaffendepot eingesetzt sowie ab dem 13. April 1923 Ausbilder und Offizier im Stab des Inlandsflugzeugdepot auf dem Militärflugplatz RAF Henlow. Danach wurde Adjutant des No. 4 (Apprentices) Wing RAF, die auf dem Luftwaffenstützpunkt RAF Cranwell stationiert war, und am 19. August 1926 der No. 1 School of Technical Training RAF auf der Luftstreitkräftebasis RAF Halton unterstellt wurde.
Am 20. Dezember 1927 wechselte Walmsley als Fliegerischer Kommandeur zu der auf dem Luftwaffenstützpunkt RAF Waddington stationierten No. 503 (County of Lincoln) Squadron, einer mit Fairey Fawn-Doppeldecker-Tagbombern ausgestatteten Staffel der Royal Auxiliary Air Force (RAAF). Im Anschluss wurde er Flugausbilder QFI (Qualified Flight Instructor) und Adjutant des Kommandeurs der ebenfalls zur RAAF gehörenden No. 603 (City of Edinburgh) Squadron. Nach seiner Beförderung zum Squadron Leader am 30. Juni 1931 wurde er am 4. Oktober 1931 Persönlicher Adjutant des Chefs des Luftwaffenstabes (Chief of the Air Staff), Marshal of the Royal Air Force John Salmond. In dieser Funktion verblieb er auch bei dessen Nachfolgern Air Chief Marshal Geoffrey Salmond sowie nach dessen Tod am 1. April 1933 auch bei Marshal of the RAF, Edward Ellington. Am 9. November 1933 übernahm er seinen ersten Befehlsposten als Kommandeur (Commanding Officer) der No. 33 Squadron RAF sowie daraufhin am 9. Februar 1935 als Kommandeur der No. 8 Squadron RAF, wo er am 1. April 1937 auch zum Wing Commander befördert wurde. Am 11. Mai 1937 wurde er als Officer des Order of the British Empire (OBE) ausgezeichnet. Im Anschluss erfolgte am 28. Juni 1937 seine Ernennung zum Kommandeurs des Luftwaffenstützpunktes RAF Abingdon.

### Zweiter Weltkrieg
Zu Beginn des Zweiten Weltkrieges wurde Walmsley am 2. September 1939 Kommandeur des No. 71 Wing RAF, einem Geschwader der Erweiterten Luftangriffsflotte AASF (RAF Advanced Air Striking Force). Die No. 71 Wing RAF unter seinem Kommando auf dem Luftwaffenstützpunkt RAF Abingdon setzte sich aus der No. 15 Squadron RAF sowie der No. 40 Squadron RAF zusammen. Zu Beginn der Luftschlacht um England wurde er 1940 Kommandeur des Luftwaffenstützpunktes RAF Scampton und am 11. Juli 1940 aufgrund seiner militärischen Verdienste erstmals im Kriegsbericht erwähnt (Mentioned in dispatches). Anschließend wurde er als Gruppenleiter ins Hauptquartier des Bomberkommandos (RAF Bomber Command) versetzt und in der Folgezeit am 17. März 1941 sowie am 24. September 1941 abermals im Kriegsbericht erwähnt.
Am 16. März 1942 übernahm Walmsley zunächst den Posten als Kommandeur AOC (Air Officer Commanding) der No. 6 (Bomber) Group RAF, die zwei Monate später am 11. Mai 1942 in No. 91 (Training) Group RAF umbenannt wurde und deren Kommandeur er bis zum 8. Februar 1944 blieb. In dieser Verwendung wurde er am 11. Juni 1942 zum vierten Mal im Kriegsbericht erwähnt und am 20. November 1942 zum Group Captain befördert, wobei diese Beförderung auf den 1. Oktober 1941 zurückdatiert wurde. Am 1. Januar 1943 wurde er des Weiteren Commander des Order of the British Empire (CBE). Danach wechselte er am 8. Februar 1944 ins Hauptquartier des RAF Bomber Command zurück und war in der Folgezeit als Senior Air Staff Officer (SASO) Leiter der Stabsabteilung für Nachtbombardierungen. Am 15. August 1944 wurde er Companion des Order of the Bath (CB) und erhielt ferner am 1. Dezember 1944 seine Beförderung zum Air Commodore.

### Aufstieg zum Air Marshal
Nach Kriegsende wurde Walmsley am 18. Mai 1945 Nachfolger von Wing Commander John Whitley als Kommandeur AOC (Air Officer Commanding) der No. 4 Group RAF und verblieb auf diesem Posten bis zu seiner Ablösung durch Group Captain Alick Stevens am 15. Dezember 1945. Am 1. Januar 1946 wurde er zum fünften Mal im Kriegsbericht erwähnt. Nach seiner Beförderung zum Air Vice Marshal am 1. April 1946 zunächst Befehlshaber des Lufttransportkommandos in Südostasien, aber bereits zwei Monate später am 1. Juni 1946 Stabsabteilungsleiter für Verwaltung AOA (Air Officer in charge of Administration) im Luftwaffenhauptquartier AHQ (Air Headquarters) in Britisch-Indien.
Anschließend wurde Walmsley am 22. November 1946 Nachfolger von Air Marshal Roderick Carr als Oberkommandierender AOC-in-C (Air Officer Commanding in Chief) der RAF Indien. Sein Nachfolger wurde daraufhin am 15. August 1947 Air Marshal Thomas Elmhirst, wobei dieser offiziell erster Oberkommandierender der Luftstreitkräfte Indiens nach der Unabhängigkeit wurde. Am 1. Januar 1948 wurde er zum Knight Commander des Order of the Indian Empire (KCIE) geschlagen und führte seitdem den Namenszusatz „Sir“.
Am 4. Februar 1948 löste Walmsley Air Marshal Albert Durston als stellvertretender Chef des Luftwaffenstabes (Deputy Chiefs of the Air Staff) ab. In dieser Funktion wurde er am 1. Januar 1949 auch zum Air Marshal befördert. Am 1. März 1950 folgte ihm Air Marshal Arthur Sanders als stellvertretender Chef des Luftwaffenstabes.
Walmsley selbst wurde daraufhin am 1. März 1950 Nachfolger von Air Chief Marshal Ralph Cochrane als Kommandierender General (Air Officer Commanding in Chief) des Flugausbildungskommandos (RAF Flying Training Command). Als Vertreter der RAF nahm er am 15. Februar 1952 an der Beisetzung von König Georg VI. in der St. George’s Chapel von Windsor Castle teil. Am 5. Juni 1952 wurde er auch zum Knight Commander des Order of the Bath (KCB) geschlagen. Auf dem Posten als Kommandierender General des Flugausbildungskommandos verblieb er bis zu seinem Austritt aus dem aktiven Militärdienst am 1. August 1952 und wurde daraufhin durch Air Vice Marshal Lawrence Pendred abgelöst.
Auch nach seinem Eintritt in den Ruhestand blieb er der Flugausbildung verbunden und fungierte zwischen 1952 und 1960 als Geschäftsführender Direktor des Flugdienstausbildung A.S.T. (Air Service Training) in Hamble-le-Rice sowie 1960 für einige Monate als Direktor des dortigen College of Air Training.